# Lac Biwa
Pour les articles homonymes, voir Biwa.
Le lac Biwa (琵琶湖, Biwa-ko) est le plus grand des lacs d'eau douce du Japon, situé au centre de la préfecture de Shiga, au nord-est de l'ancienne capitale impériale, Kyoto. En raison de sa proximité des anciennes capitales de Nara et Kyoto, le lac est souvent cité dans la littérature japonaise, en particulier la poésie et les récits de batailles.

## Présentation

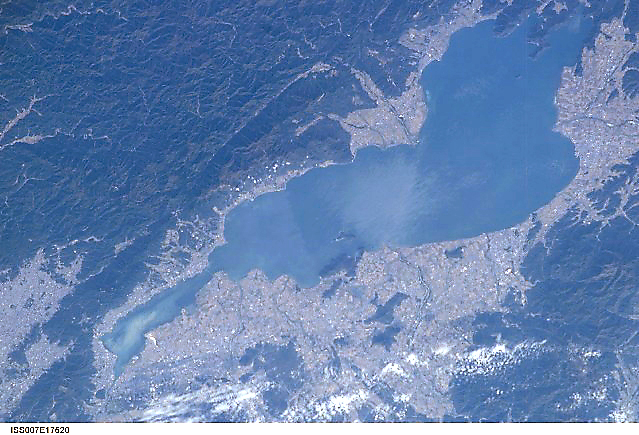
Image satellite du lac Biwa.

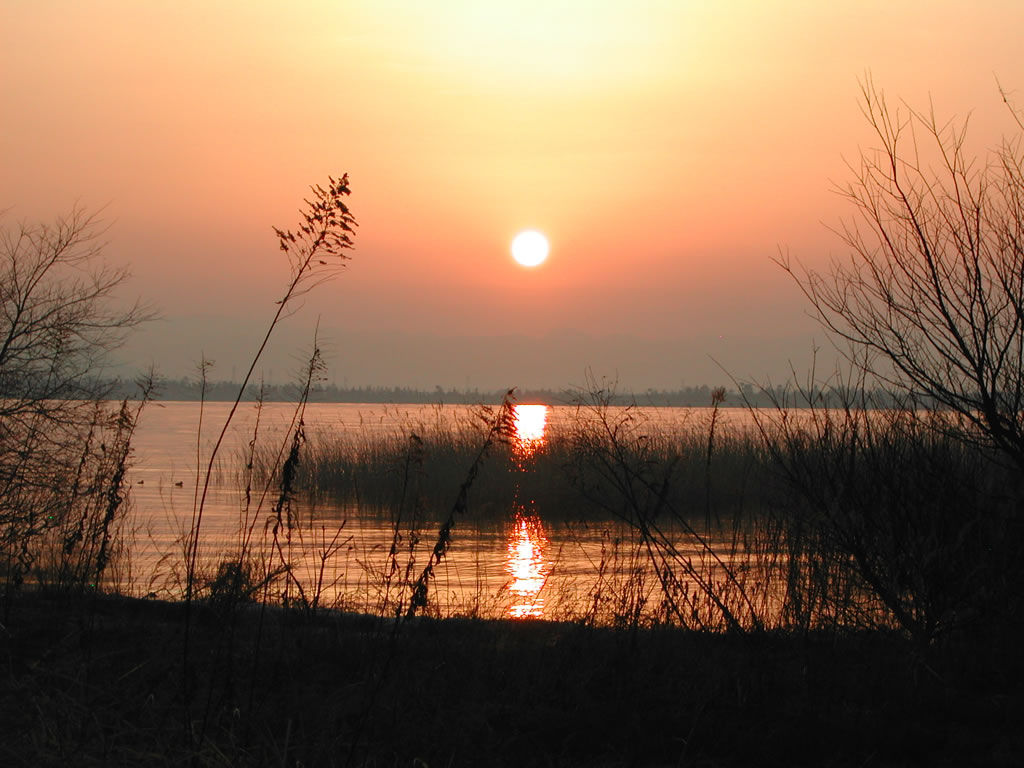
Le lac Biwa à l'aube.

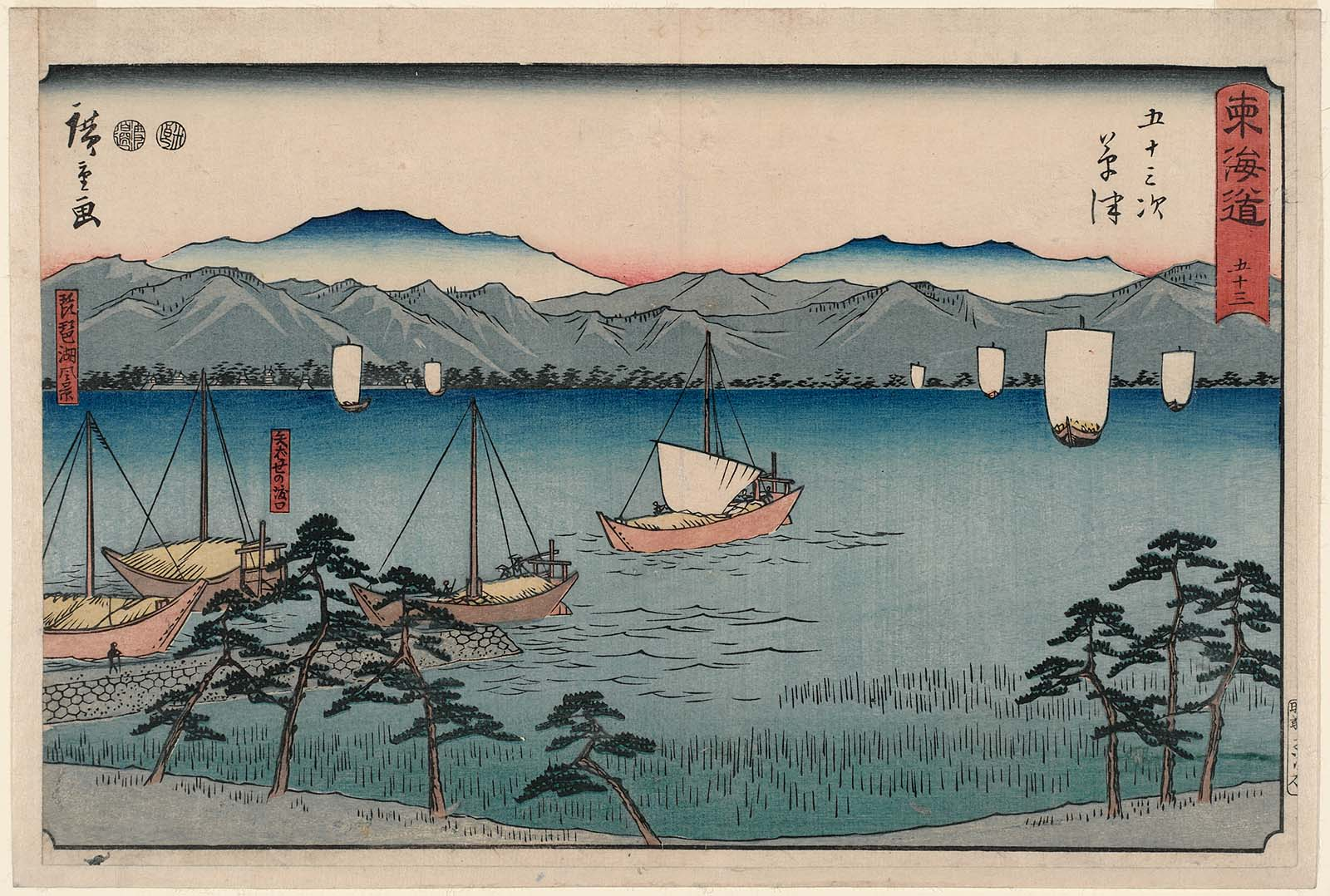
Hiroshige.

Il tire son nom du biwa (琵琶), instrument à corde japonais d'origine chinoise.
Le lac abrite trois îles :
- Chikubu[1] ;
- Okishima[2] ;
- Takeshima.

Le lac et ses environs sont désignés comme Japan Heritage en 2015.

## Utilisation
Le lac s'étend sur environ 670 km2. Les rivières drainent les montagnes entourant le lac, fournissant l'eau potable à 15 millions de personnes dans la région.

## Histoire naturelle du lac
Le lac Biwa est le troisième plus vieux lac au monde, après le lac Baïkal et le lac Tanganyika, avec environ 4 millions d'années. Toute son histoire est retracée dans le musée d'histoire naturelle du lac Biwa, à Ōtsu. Ce long temps au cours duquel le lac ne s'est jamais asséché a permis la création d'un écosystème varié. Les scientifiques ont répertorié 1 100 espèces vivantes dans le lac, dont 58 espèces endémiques.
La biodiversité du lac a néanmoins souffert depuis quelque temps[Quand ?] avec l'introduction de poissons carnassiers d'origine étrangère, et une pollution due à l'accumulation de plastiques.

## Législation environnementale en faveur de la protection du lac
Le lac se superpose au parc naturel quasi national de Biwako.
Plusieurs lois environnementales s'appliquent au lac.

### Prévention de l'eutrophisation
Mis en place en 1981 et renforcé le 1er juillet 1982, qui est devenu le « jour du Lac Biwa », un traité prévoit l'établissement de normes préfectorales pour l'utilisation du nitrate et des phosphates dans l'agriculture, l'industrie, et les eaux domestiques se déversant dans le lac.

### LégislationRamsar
Le lac a été désigné le 10 juin 1993 en tant que site Ramsar.

### Ordonnance de Shiga pour la conservation des roseaux
Les colonies de roseaux du lac fixent le trait de côte. Le rôle des roseaux est considéré comme très important pour la purification des eaux et pour la conservation de l'habitat des oiseaux et des poissons. La grande colonie ancestrale de roseaux a été réduite de moitié ces dernières années. L'ordonnance, mise en œuvre pour la protection des colonies de roseaux, est en activité depuis 1992.

#### Dans les arts audiovisuels
- We Love Millionaires, film de Umetsugu Inoue